# Ángela García de Paredes
Pour les articles homonymes, voir García et Paredes.
Ángela García de Paredes, née à Madrid en 1958, est une architecte espagnole.

## Biographie
Elle est la fille de José María García de Paredes (architecte, lui aussi)  et de María Isabel de Falla, elle-même fille de l'architecte Germán de Falla, frère du célèbre musicien Manuel de Falla. 
Elle est diplômée en architecture de l'ETSAM en 1983.
En 2015, elle est docteure en architecture de l'UPM.

## Grands projets

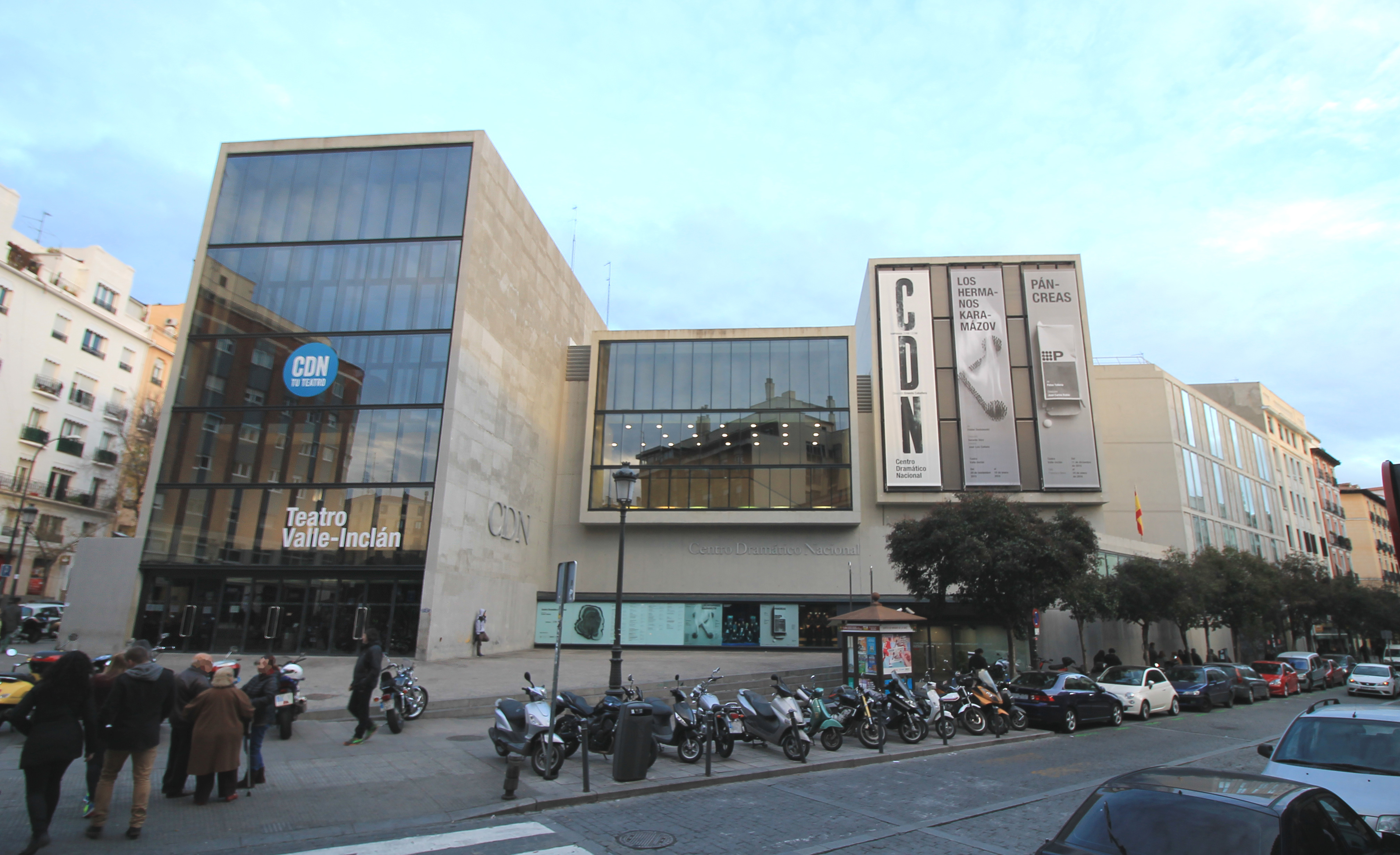
Le théâtre Valle-Inclán à Madrid, œuvre d'Angela Garcia de Paredes (2006).

- Le Musée d'Almería, en Andalousie (1998-2004)[4];
- Le Palais des Congrès de Peníscola, dans la province de Castelló de la Plana, (2000-2003)[5];
- La Bibliothèque María Moliner, à Velilla de San Antonio, dans la communauté de Madrid (2000-2003)[6].
- La Zone Archéologique de la Olmeda, Pedrosa de la Vega, dans la province de Palencia (2004-2006), avec Ignacio García Pedrosa[7].
- Le théâtre Valle-Inclán, à Madrid (2006)

## Récompenses
2014 : Médaille d'or du mérite des Beaux-Arts du gouvernement espagnol.